# Plaza La Roche
La Plaza La Roche se encuentra ubicada en la ciudad de Morón, en la provincia de Buenos Aires, Argentina. Le debe su nombre al empresario francés Augusto La Roche, quien donó los terrenos donde se encuentra ubicada actualmente.
A fines de 1956 se licitó la obra de la Terminal de Micro Ómnibus, pero al año siguiente los costos presentados provocaron su cancelación, reorientando el gasto al entubamiento del arroyo y la construcción de una Feria Modelo. En 1962, fue finalmente inaugurada la Terminal de Micro Ómnibus.